# THESEUS
THESEUS (acronyme de Transient High-Energy Sky and Early Universe Surveyor) est un projet d'observatoire spatial en cours d'évaluation en 2023 par l'Agence spatiale européenne dont l'objectif est de recenser et localiser avec une grande précision les phénomènes célestes transitoires, en particulier les sursauts gamma, durant le premier milliard d'années de l'univers. Si la mission était sélectionnée elle serait lancée au milieu de la décennie 2030.

## Sélection de la mission
THESEUS est l'une des trois propositions de mission pré-sélectionnées en 2018 pour devenir la mission M5 (mission de coût moyen disposant d'un budget de 550 millions d'euros) du programme Cosmic Vision de l'Agence spatiale européenne. Les deux autres missions proposées sont SPICA, un télescope observant dans l'infrarouge moyen et lointain et EnVision, une sonde spatiale équipée d'un radar qui doit étudier Vénus en se plaçant en orbite autour de la planète. Le choix du projet doit avoir lieu en 2021. La mission EnVision est finalement sélectionné le 10 juin 2021.
THESEUS fait partie des 27 propositions de mission soumises en décembre 2021 en réponse à l'appel à propositions  de la mission  M7. De janvier à septembre 2023 cinq de  ces projets passenr par une phase 0 dont l'objectif est de détailler les retours scientifiques attendus et de produire une étude de conception préliminaire de la mission. Le 8 novembre trois missions sont finalement retenues pour la dernière phase de la sélection : ce sont THESEUS, M-Matisse qui doit étudier l'évolution et l'habitabilité de la planète Mars et Plasma Observatory qui a pour mission d'étudier le plasma présent dans l'espace autour de la Terre. Les trois projets entrent dans la phase A qui comprend une phase d'étude détaillée par deux sociétés aérospatiales. Le processus de sélection doit désigner la mission lauréate mi-2026. L'objectif est de lancer celle-ci au milieu de la décennie 2030,.

## Caractéristiques techniques
Pour remplir ses objectifs, THESEUS dispose de trois instruments qui assurent une large couverture du spectre électromagnétique : 
- SXI (SoftX-ray Imager), est un télescope à rayons X mous (0,3-0,6 keV). Il est doté d'un très grand champ de vue (1 stéradian). Il permet de localiser la source avec une précision inférieure à 1 à 2 minutes d'arc.
- IRT (InfraRed Telescope), est un télescope fonctionnant en proche infrarouge (0,7-1,8 micromètre) avec une ouverture de 0,7 mètre et un champ de vue de 10 x 10 minutes d'arc. Il effectue également de la spectroscopie avec une résolution moyenne.
- XGIS (X-Gamma rays Imaging Spectrometer), est un spectromètre imageur. Il comporte trois caméras à masque codé couvrant le rayonnement gamma et X (1 keV-10 MeV) avec un champ de vue de 1 stéradian. Il permet de localiser la source avec une précision de 5 minutes d'arc.

## Déroulement de la mission
Si THESEUS était sélectionnée elle serait placée en orbite vers 2035, le télescope spatial placé sur une orbite basse équatoriale (altitude < 600 km et inclinaison orbitale < 5°) par un lanceur européen léger Vega C.